# コンドル
コンドル（スペイン語: cóndor、学名: Vultur gryphus）は、鳥綱タカ目（Cathartiformes目とする説もあり）コンドル科コンドル属に分類される鳥類。本種のみでコンドル属を構成する。漢字では、cóndorを音訳して公佗児と表記された。

## 分布
アルゼンチン、エクアドル、コロンビア、チリ、ペルー、ボリビア。ベネズエラに再導入。

## 形態
全長1.2メートル。翼開長3.2メートル。体重7.7 - 15キログラム。メスよりも、オスの方が大型になる。頸部には襟巻状に、白い羽毛が生える。
オスの虹彩は褐色で、メスの虹彩は赤い。
翼長ではもっと大きい鳥もあるが、翼の幅（前の縁から後ろの縁までの長さ）が極端に大きく、翼の面積がたいへん広くなっている。これは上昇気流に乗って空高く舞い上がるのに適している。
成鳥の羽は黒く、首の付け根にある帯状の白い羽毛と、特に雄鳥の羽の白い班または帯だけが例外である（この白い班または帯は、成熟してから初めての換羽を終えるまで現れない）。
真ん中の指が大きく発達しており、後ろ指はわずかに現れている程度である。爪はまっすぐであまり鋭くない。すなわち、足はコウノトリのように歩く事に適していて、タカやワシなどのように攻撃に用いたり餌をがっちり捕獲するのには適していない。

### 無羽毛頭部の意味
衛生を保つ適応として、頭と首には羽毛が生えていない。これは大型動物の死体に頭を突っ込んで餌をとる際に、自己消化や腐敗で発生する浸出液や血液などが羽毛に染み込んで不衛生になるのを避けるためである。羽毛がなければ皮膚に付着した液の乾燥が容易であり、さらには高地の強い紫外線に当てることで殺菌を行うことも可能であると考えられている。さらに禿げている部分に血管が密集していることから体温の調節のためとする説、または、羽毛が無いことで見方によってはかなり目立つ存在となり、そのことが特別な意味を持つとする説がある。
頭の上は平たく、雄の場合イボ状かクシ状になっており、首の肉がたるんで肉垂になっているのと対照的である。顔と首の部分の皮膚は感情の起伏に応じて血流が変化し、よく赤くなる。これは個体間のコミュニケーションに役立っている。

## 生態
主に動物の死骸を食べるが、小型哺乳類や鳥類を捕食することもある。食性の多くを家畜や、狩猟用に移入された外来種が占める。海岸で、鯨類などの海洋哺乳類の死骸を食べることもある。
1個の卵を産む。抱卵期間は54 - 58日。生後6 - 11年で性成熟する。
5-6歳になるまで性的な成熟が見られず、繁殖行動がない。50年以上生き、一生涯連れ添う。南米コンドルは巣作りと繁殖を3,000mまたは5,000mの標高の場所で行う。人間などが近寄れない絶壁の岩陰で、巣には卵の回りに何本かの棒切れを置く。卵は1-2個で、青白く、280g位の重さと75-100mmくらいの長さを持ち、2年毎に2月から3月の間に生まれる。ひな鳥または卵が失われると、新たな卵を産む。研究者が人工飼育をするときには、この習性を使って2倍の成果を得ることが出来る。すなわち、最初に生まれた卵を後ろに隠して2つめの卵を産ませる。
幼鳥は親と同じくらいの大きさになるまで白っぽい産毛に覆われている。幼鳥には半ば消化した餌が与えられる。このため、コンドル類の幼鳥を人工保育するときには、マウスの子供を消化酵素などと共にミキサーにかけてつくる、特別に調整した餌を与えなければならない。タカ目の幼い幼鳥を人工保育するときは、動物の新鮮な肉や、レバーのような内臓を与えれば済むのと対照的である。6カ月ほどで飛べるようになるが、2歳になるまで自分が生まれた巣で暮らし、親と共に餌探しを行う。その後、自分の親が育てる新しいヒナに巣を譲りあけることになる。
大きな集団の中には、よく整った社会構造が見られる。ボディーランゲージによる「つつきあい順」を決めるやり方であるとか、競技を催す習性であるとか、鳴声による交信は発達していないものの、多岐にわたるコミュニケーション能力が複雑な社会構造を持っていることを物語っている。
羽を広げ、雄大な円を描くように飛ぶ様は、まさに優雅そのものである。コンドルの胸骨はその大きな羽の筋肉を支えるには不十分な大きさであることを見ると、生理学的に羽ばたき飛行ではなく、高空での滑空飛行に適応していることがわかる。コンドルも含め、鳥は地面から飛び立つ時に羽ばたかなければならないが、こうした滑空飛行に長けた鳥類は、適度な高さに達してしまえば上昇気流や風に乗るだけで十分になる。チャールズ・ダーウィンは、半時ほど観察をしている間に1度しか羽ばたかなかったと報告している。彼らが高所に巣作りをするのは、あまり羽ばたかなくても楽に飛びたてる適応の意味もあるのである。
巣やねぐらの周囲に広い行動圏を持ち、死肉を探して日に250kmも移動することがしばしばある。彼らは鹿や牛などの大きな死体を好む。これらの大型獣の皮膚は強靭で、喰い破るのがたいへんなので、小型の肉食、あるいは死肉食の動物が利用するのは困難となり、また高空から餌を探すことによっていち早く死体を発見できることとも相まって、コンドルが独占できる食物となるのである。野生においては常時食物が得られるとは限らず、しばしば何も食べずに数日過ごすこともある。一方、食べる時には2-3kgくらいをガツガツと詰め込み、まれに体重が重くなりすぎ飛び立てなくなることもある。こうした点はタカ目である旧大陸のハゲワシ類とよく似ている。

## 人間との関係
病気や怪我などで弱った家畜を襲うことから、害鳥とみなされることもある。
害鳥としての駆除、害獣とされるピューマやイヌ科の構成種に対する毒餌、鉛中毒、農地開発やプランテーションへの転換による生息地の破壊、送電線への衝突、ペットとしての採集、イヌとの競合などにより、生息数は減少している。食物が家畜を含めた外来種の死骸に偏っているため、家畜の飼育になんらかの変化が起こった場合に本種に対する影響も懸念されている。1975年のワシントン条約発効時から、ワシントン条約附属書Iに掲載されている。
日本では2021年の時点で、ヴルトゥル・グリュフスとして特定動物に指定されており、2019年6月には愛玩目的での飼育が禁止された（2020年6月に施行）。
ボリビア、チリ、コロンビアおよびエクアドルの国鳥であり、南米の神話やフォルクローレの中で重要な役割をはたしている（これはアメリカ合衆国に於けるハクトウワシと同じ位置づけである）。また、インカ帝国最後の皇帝トゥパク・アマルが死後、コンドルに生まれ変わったという伝説も残っている。またナスカの地上絵の一つにコンドルがある。

## 画像

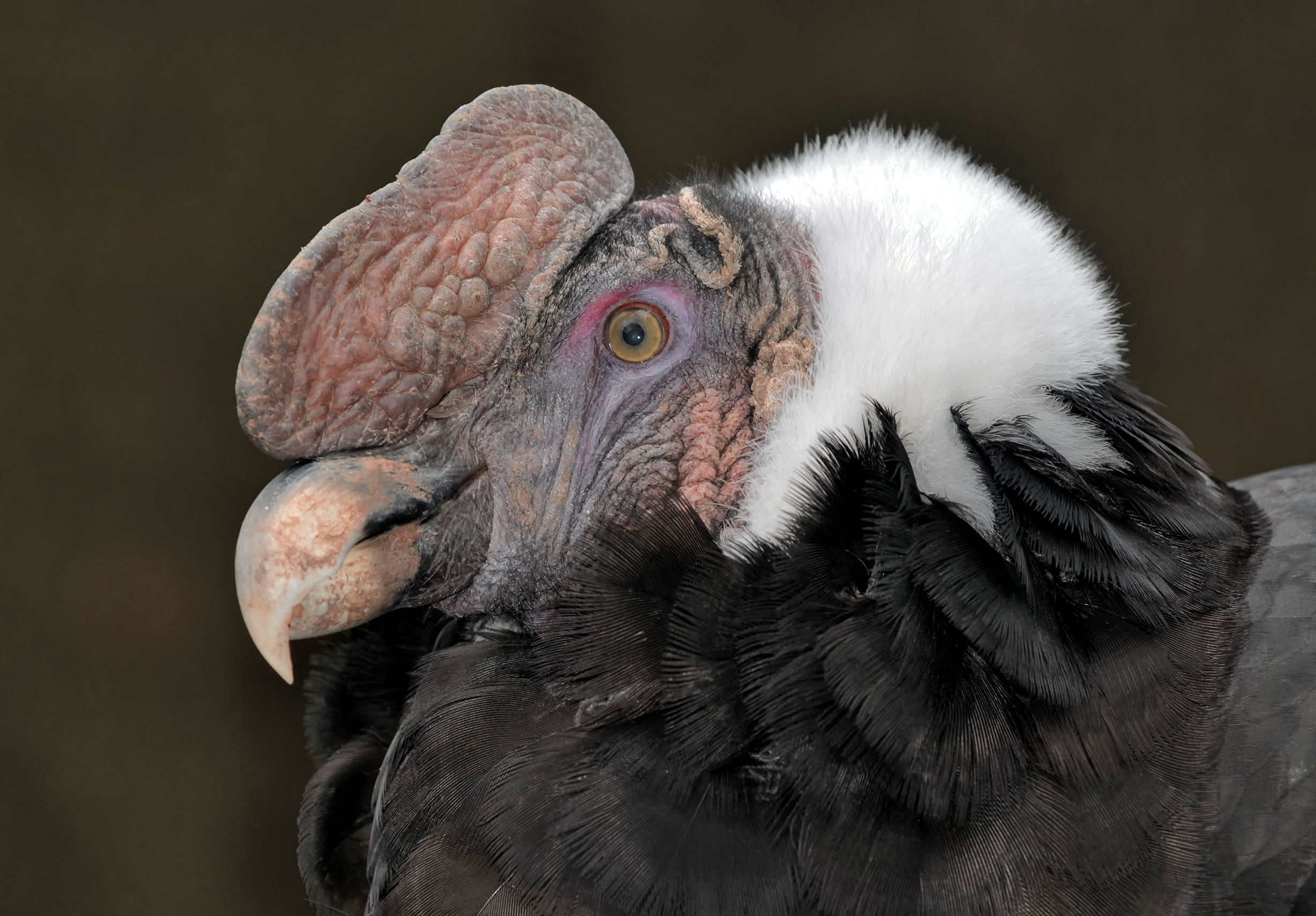
オスの頭部
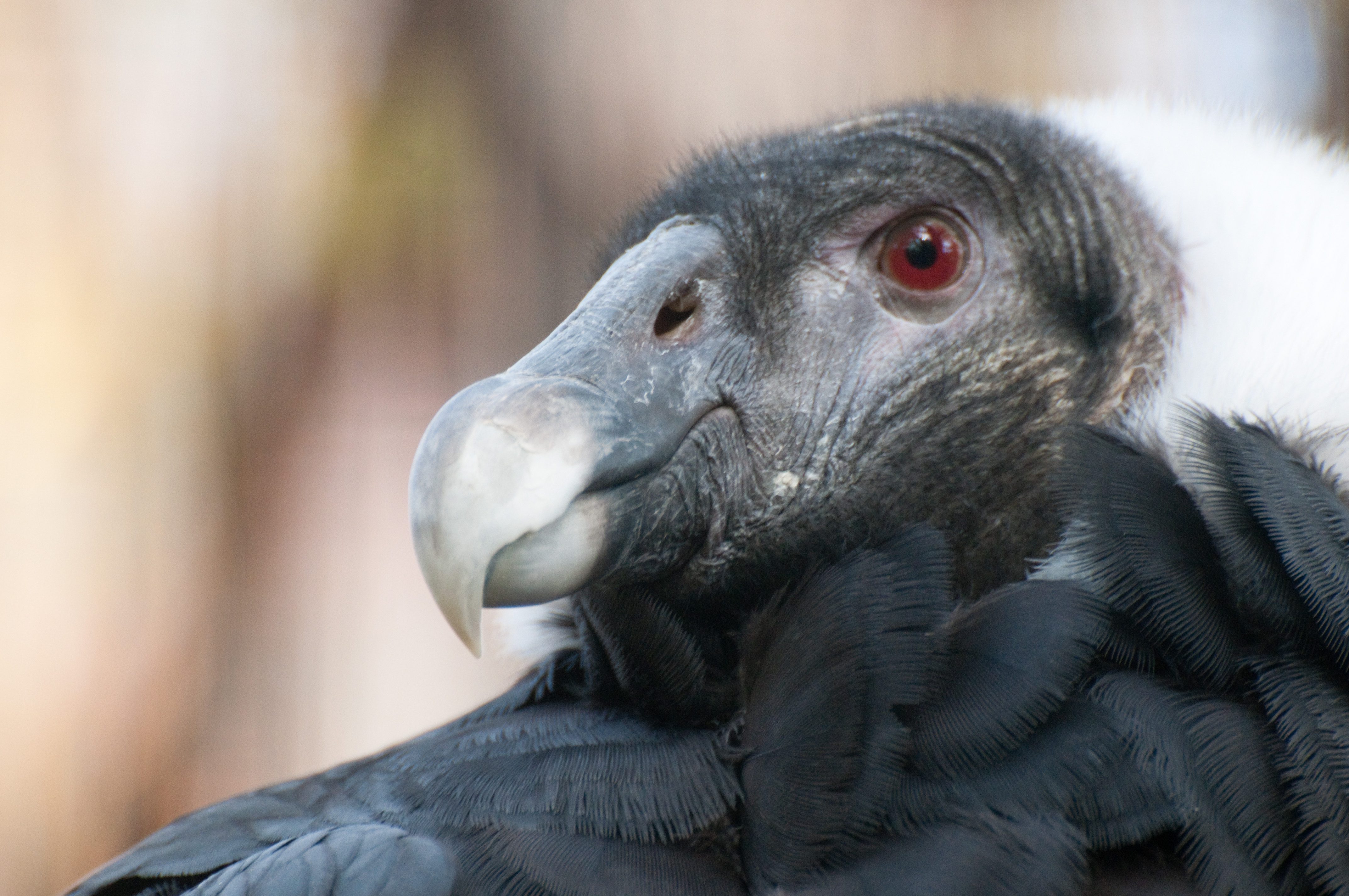
メスの頭部
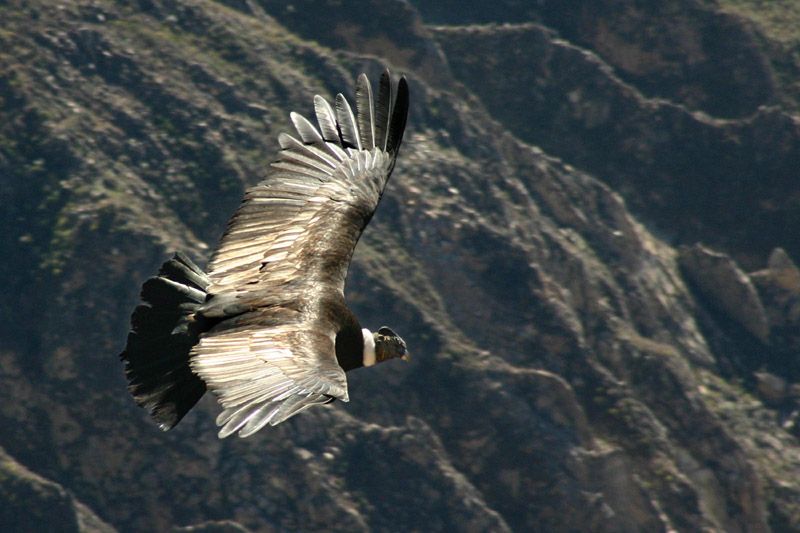
飛翔
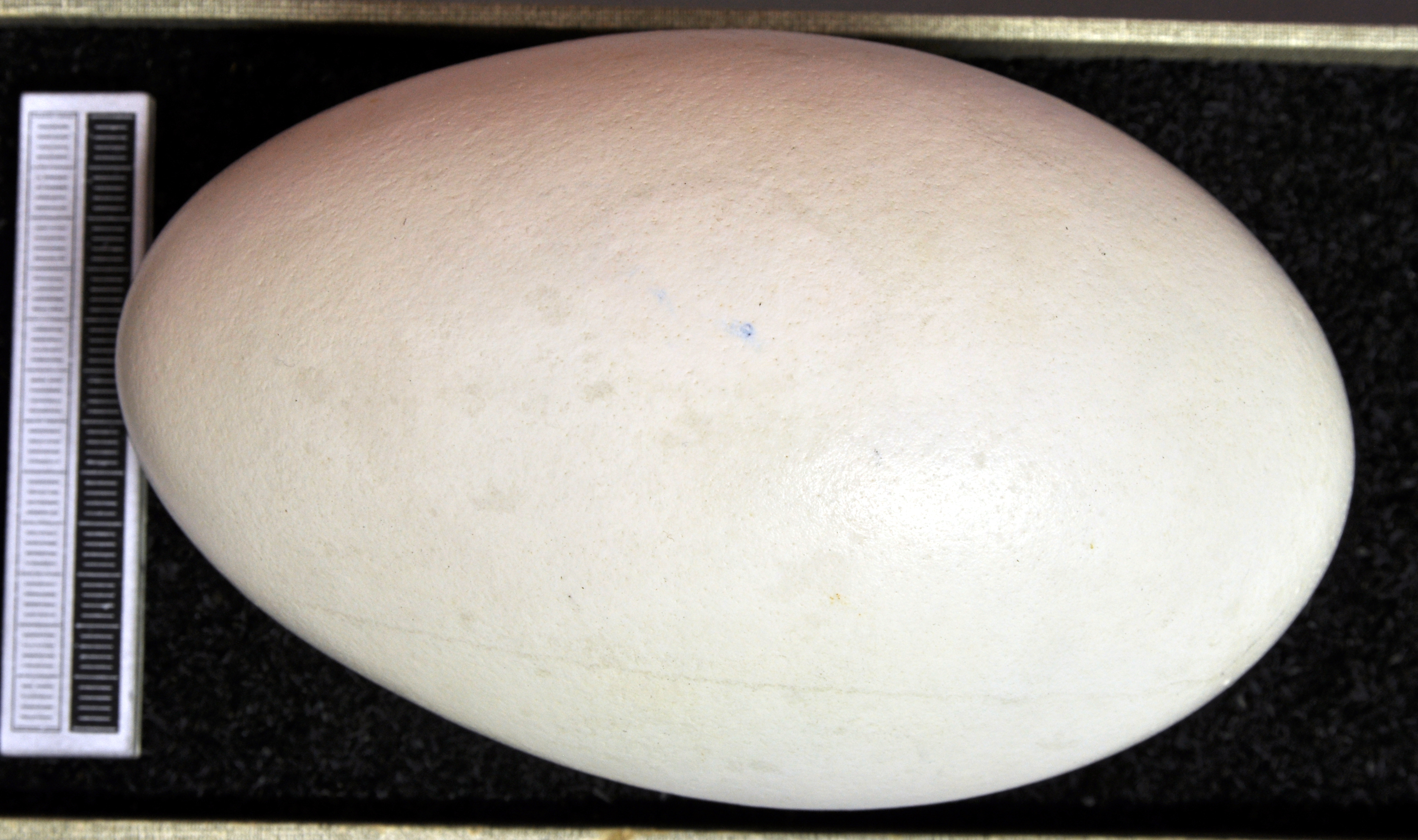
卵
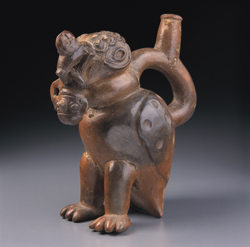
コンドルの陶器（モチェ文化・ペルー）
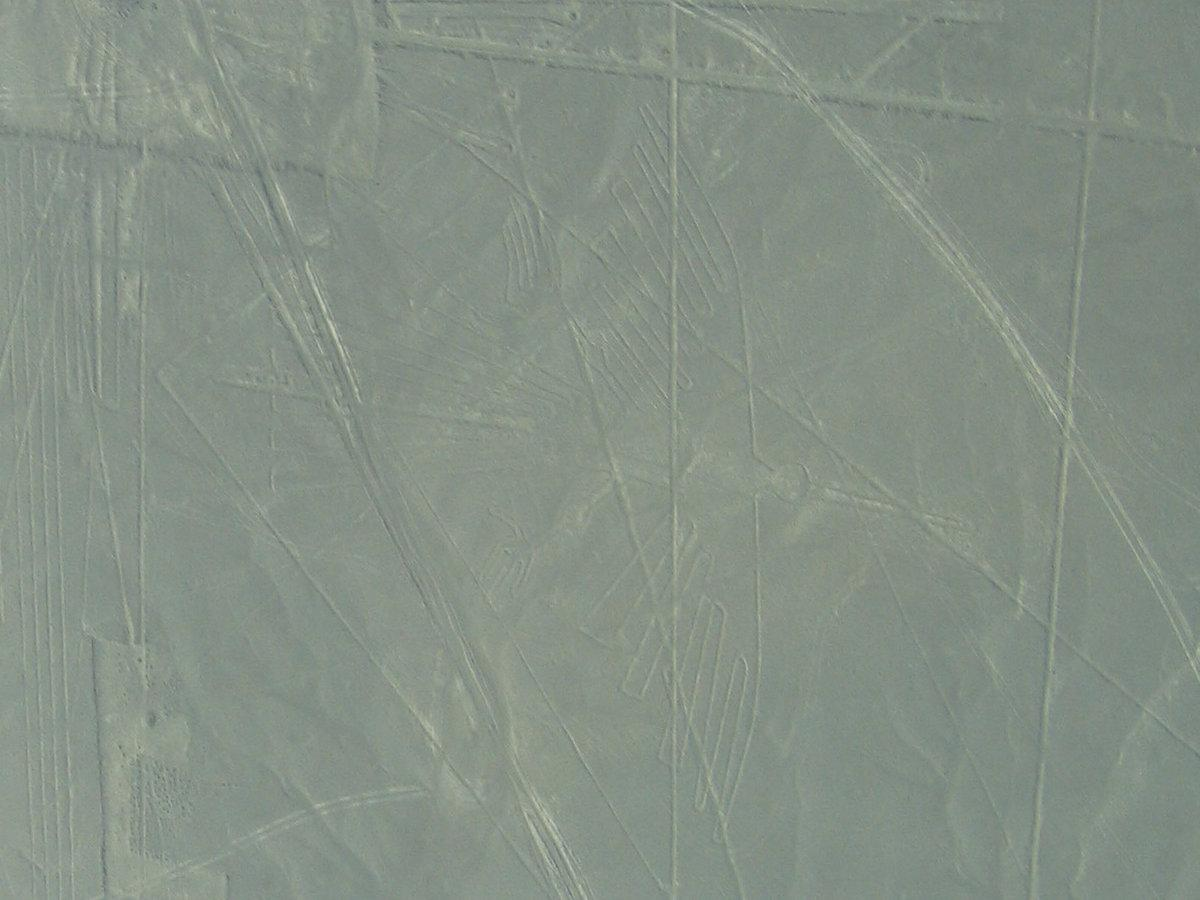
ナスカの地上絵・コンドル（ナスカ文化・ペルー）
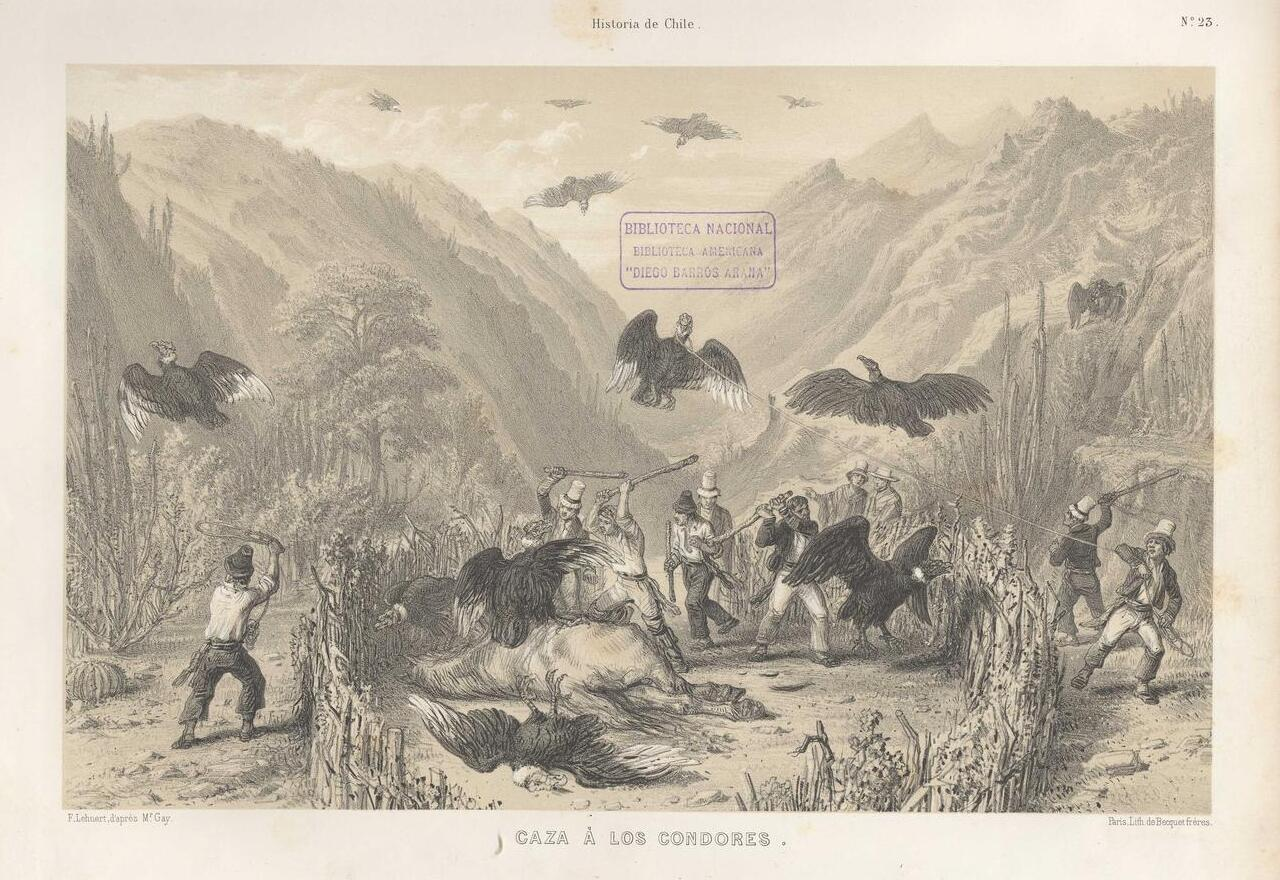
コンドルの狩猟（チリ・19世紀）
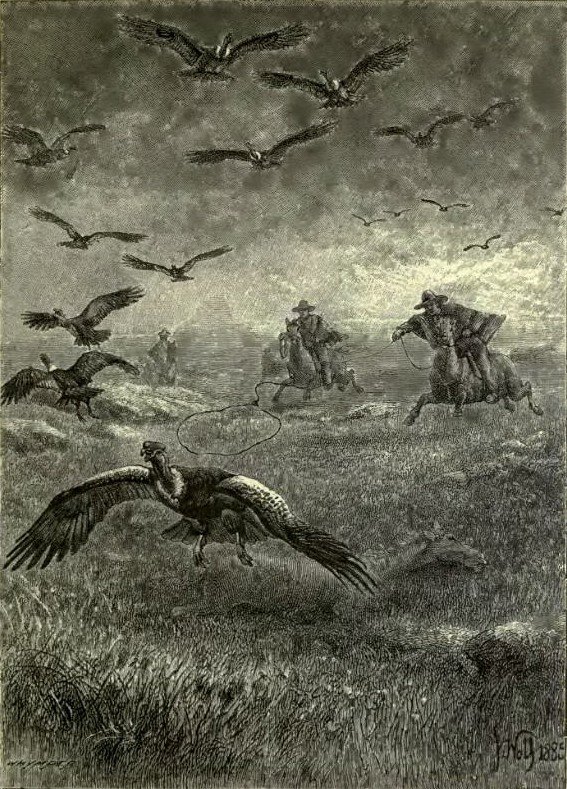
ガウチョによるコンドルの捕縛（1895年画）

## コンドルの図案

ボリビアの国章
チリの国章
コロンビアの国章
エクアドルの国章
メリダ州（ベネズエラ）の州章